# Dante Mircoli
Dante Mircoli (Roma, 12 de Março de 1947 – Buenos Aires, 4 de dezembro de 2024) foi um futebolista ítalo-argentino que atuava como meio-campista.
Ele foi um dos 7 únicos futebolistas europeus a sagrar-se campeão da Copa Libertadores da América.
Mircoli morreu em Avellaneda, Argentina, em 4 de dezembro de 2024, aos 77 anos.

## Conquistas
Independiente
- Campeonato Argentino de Futebol: 1967 e 1971
- Copa Libertadores da América: 1972